# کیوان میرهادی
کیوان میرهادی (زادهٔ ۱۳۳۸ در تهران) موسیقیدان، نوازنده گیتار و رهبر ارکستر اهل ایران است. او مدیر هنری و دبیر مسابقات کشوری گیتار تهران است.
میرهادی از مدرسان شناخته شده در زمینه گیتار کلاسیک می‌باشد و در دانشگاه‌های مختلف در ایران به تدریس این ساز پرداخته است.
وی در زمینه تالیف کتاب و ترجمه نیز فعال می باشد و چندین کتاب و مقاله در زمینه های تخصصی موسیقی منتشر نموده است.

## فراگیری موسیقی
کیوان موسیقی را از سن ۹ سالگی آغاز کرد و از سال ۱۳۵۹، گیتار کلاسیک را نزد «سیمون آیوازیان» فرا گرفت. او بعد از گذراندن دروس تخصصی موسیقی و فراگیری آهنگسازی، رهبری ارکستر را به صورت خودآموخته از سال ۱۳۶۹ آغاز کرد. وی تاریخ موسیقی را نزد «مهران روحانی» آموخته‌است.
او هم‌اکنون رهبری ارکستر «کامه راتا» و «ارکستر زهی باربد» را بر عهده دارد.

## تدریس
میرهادی در دانشگاه‌های مختلف مانند دانشگاه تهران، دانشگاه آزاد، دانشگاه جامع علمی کاربردی و هنرستان موسیقی به تدریس اشتغال داشته‌است.

## آثار
میرهادی در زمینه تألیفات موسیقی: یک کوارتت زهی، رکوئیم، مجموعه فولکلورهای ایران تنظیم برای کر و ارکستر زهی، ۳ فولکلور برای ارکستر، مجموعه قطعات تریو و کوارتت برای گیتار کلاسیک نوشته‌است.
آلبوم موسیقی
- «کهنه هَواران» (کنسرتو تنبور به همراه ارکستر کامه راتا و رهبری کیوان میرهادی)
- «دوران گذر» (تکنوازی گیتار کلاسیک)
- «کوارتت‌های زهی شماره ۲–۳ و ۵ “فیلیپ گلس”» (تنظیم برای سه گیتار کلاسیک و یک باس آکوستیک)
- «کلود بولینگ» (برای گیتار کلاسیک و جَز تریو)
- «کنسرتو آراتخوئز»

موسیقی فیلم «La Vie des pieds » از آثار کیوان میرهادی می‌باشد. این فیلم ساخته مهدی جوان‌بخت سامانی در سال ۲۰۰۷ است. موسیقی این فیلم برنده جایزه فستیوال فیلم کوتاه  Court Metrage در فرانسه گردید.

## کتاب‌های میرهادی
- موسیقی از الف تا ی (تألیف)
- یک قرن موسیقی مدرن (ترجمه)
- تکنیک گیتار (ترجمه)[۱۰]
- گیتاریست کلاسیک (تألیف)

## ارکستر کامه راتا
ارکستر «کامه‌راتا» تحت مدیریت و رهبری کیوان میرهادی از سال ۱۳۸۱ مشغول فعالیت در زمینه موسیقی کلاسیک و موسیقی معاصر است ارکستر کامه‌راتا ژانرهای مختلف موسیقی از آهنگسازانی مثل فیلیپ گلاس و Arvo Pärt تا راک (نیروانا ، پینک فلوید ، عقرب ها ، آیرون میدن) را اجرا می کند. یکی از برجسته ترین اجراهای آنها در Aix-en-Provence Cathedra رخ داد. این اولین اجرای یک ارکستر خصوصی ایرانی در خارج از مرزهای ایران است. کامراتا در طول ده سال در بیش از ۶۰ کنسرت در نقاط مختلف ایران و جهان به اجرا پرداختند .
کامه‌راتا در سال ۲۰۱۸ دو کنسرتو جدید را به شنوندگان معرفی نمود.
گروه موسیقی «کامه راتا» به سرپرستی «کیوان میرهادی» به مدت سه روز در سالن رودکی به اجرای برنامه پرداخت . این برنامه در دو قسمت برگزار  شد که در قسمت اول کنسرتوی پیانوی «آلفرد اشنیک لر» اجرا  شد و در قسمت دوم قطعه «عدم» از ساخته های «مسعود شعاری» با تنظیم «کیوان میرهادی» اجرا شد. این قطعه روی اشعار «مولوی» تنظیم شده است. «اشکان کمان گری» خوانندگی قطعات این برنامه را برعهده داشت و «آرمان فهیمی» به عنوان سولیست پیانو همراه گروه بود. همچنین «ارکستر زهی» این برنامه را همراهی کرد. قطعه «عدم» به صورت الکتروآکوستیک تنظیم شده است و اجرای آن را گروه سازهای ایرانی، پیانو و ارکستر زهی برعهده داشت. گروه سازهای ایرانی شامل دو «سه تار» و یک «عود» بود.

## ارکستر زهی باربد
ارکستر باربد در پنجمین روز برگزاری سومین فستیوال بین‌المللی موسیقی معاصر تهران با رهبری کیوان میرهادی در تالار رودکی روی صحنه رفت.  در این برنامه سجاد محرابی به عنوان تکنواز تنبور و نوید رحمانی به عنوان خواننده آرش اسدنژاد به عنوان کنسرت مایستر و رامتین مختاری به عنوان نوازنده پیانو ارکستر را همراهی کردند.
این کنسرت در بخش‌های زیراجرا شد.:
- سوئیت ساعت ها از آهنگساز آمریکایی فیلیپ گِلَس
–  کنسرتو برای تنبور و ارکستر زهی از کیوان میرهادی
–  قطعه “Viatore” از پِتِریس وَسک آهنگساز معاصر لیتوانیایی

## مدیریت هنری مسابقات کشوری
مدیریت هنری مسابقات کشوری گیتار در ایران که شامل مسابقات گیتار کشوری و گیتار برتر میباشد توسط کیوان میرهادی انجام میشود. وی همچنین به عنوان دبیر هنری، مسابقات کشوری گیتار بلوز وراک، ویلن کلاسیک و تنبور را نیز در ایران برگزار نموده است.